# بالنگستان (دشتی)
بالَنگستان (گلستان ساحلی)، روستایی است از توابع بخش کاکی شهرستان دشتی استان بوشهر ایران.

## جمعیت
این روستا در دهستان کبگان قرار دارد و بر اساس سرشماری رسمی ایران در سال ۱۳۹۵ آمار جمعیت آن ۵۹۵ نفر می‌باشد. بر همین اساس در سال ۱۳۸۵ آمار جمعیت آن ۵۷۰ نفر (۱۴۰ خانوار) بوده است.